# Philip Fotheringham-Parker
Pas d'image ? Cliquez ici
Philip Fotheringham-Parker (né le 22 septembre 1907 à Beckenham et mort le 15 octobre 1981) est un ancien pilote anglais de course automobile, qui s'illustra sur circuit dans l'immédiat après guerre, entre 1947 et 1953, notamment sur le circuit de Goodwood où il obtint de nombreux podiums sur voitures de sports (dont trois en 1951 sur Jaguar XK120). 

## Biographie
Hormis plusieurs courses en Formule 2, il a notamment participé au Grand Prix de Grande-Bretagne 1951 sur Maserati et aux 24 Heures du Mans 1953 sur Allard avec Sydney Allard,.
Vainqueur du Grand Prix d'Écosse hors championnat en 1950 sur Maserati 4CLT-48, il termine également troisième du Ritchmond Trophy (le Trofeo Chichester) en 1952 sur Talbot-Lago T26C, et 11e du Grand Prix de Grande-Bretagne 1949 associé à Duncan Hamilton sur Maserati.

## Remarque
Son père Thomas fit essentiellement carrière en sport automobile durant la première moitié des années 1930. Il fut troisième du RAC Tourist Trophy en 1934 sur Aston Martin Ulster, après avoir terminé quatrième des 500 miles of Brooklands l'année précédente sur Bugatti T39.

## Résultats en championnat du monde de Formule 1
| Saison | Écurie | Châssis      | Moteur                        | Pneus  | GP disputé      | Qualification | Résultat | Points inscrits | Classement en championnat du monde |
| ------ | ------ | ------------ | ----------------------------- | ------ | --------------- | ------------- | -------- | --------------- | ---------------------------------- |
| 1951   | Privé  | Maserati 4CL | Maserati 4 en ligne compressé | Dunlop | Grande-Bretagne | 16e           | Abandon  | 0               | n.c.                               |